# منشأة الشوربجي
قرية منشأة الشوربجي هي إحدى القرى التابعة لمركز كوم حمادة في محافظة البحيرة في جمهورية مصر العربية. حسب إحصاءات سنة 2006، بلغ إجمالي السكان في منشأة الشوربجي 2282 نسمة، منهم 1160 رجل و1122 امرأة.

## التاريخ
قرية منشأة الشوربجي من القرية الحديثة، حيث فُصلت عن قرية بريم سنة 1273هـ/1857م، ثم ألغي استقلالية القرية سنة 1317هـ/1899م وأضيفت أراضيها إلى قرية بريم، ثم اعتبرت كجهة مستقلة مجددًا في وقت لاحق.